# آلخیو ولیز
آلخیو ولیز (انگلیسی: Alejo Véliz؛ زادهٔ ۱۹ سپتامبر ۲۰۰۳) بازیکن فوتبال اهل آرژانتین است.
از باشگاه‌هایی که در آن بازی کرده‌است می‌توان به باشگاه فوتبال روساریو سنترال و باشگاه فوتبال تاتنهام هاتسپر اشاره کرد.
وی همچنین در تیم ملی فوتبال زیر ۲۰ سال آرژانتین بازی کرده‌است.